# Lannen
Lannen is een plaats in de gemeente Redange en het kanton Redange in Luxemburg.
Lannen telt 107 inwoners (2001).